# ویتلی، آرکانزاس
ویتلی (به انگلیسی: Wheatley) یک شهر در ایالات متحده آمریکا است که در شهرستان سنت فرانسیس، آرکانزاس واقع شده‌است. ویتلی ۸٫۲۲ کیلومتر مربع مساحت و ۳۵۵ نفر جمعیت دارد و ۶۴ متر بالاتر از سطح دریا واقع شده‌است.